# Giải vô địch bóng đá thế giới các câu lạc bộ 2014
Giải vô địch bóng đá thế giới các câu lạc bộ 2014 (tên chính thức tiếng Anh: FIFA Club World Cup 2014) là giải bóng đá giữa các câu lạc bộ vô địch châu lục lần thứ 11 được FIFA tổ chức tại Maroc từ 10 đến 20 tháng 12 năm 2014

## Các câu lạc bộ
| Câu lạc bộ               | Đại diện       | Tư cách tham dự                         | Lần tham dự |
| ------------------------ | -------------- | --------------------------------------- | ----------- |
| Vào thẳng bán kết        |                |                                         |             |
| San Lorenzo              | Nam Mỹ         | Vô địch Copa Libertadores 2014          | 1           |
| Real Madrid              | châu Âu        | Vô địch UEFA Champions League 2013-14   | 2           |
| Vào thẳng tứ kết         |                |                                         |             |
| Cruz Azul                | Bắc-Trung Mỹ   | Vô địch CONCACAF Champions' Cup 2013-14 | 1           |
| Western Sydney Wanderers | châu Á         | Vô địch AFC Champions League 2014       | 1           |
| ES Sétif                 | châu Phi       | Vô địch CAF Champions League 2014       | 1           |
| Tham dự vòng loại        |                |                                         |             |
| Auckland City            | châu Đại Dương | Vô địch OFC Champions League 2013-14    | 6           |
| Moghreb Tétouan          | chủ nhà        | Vô địch 2013–14 Botola                  | 1           |

## Trọng tài
| Trọng tài chính                | Trợ lý          | Trợ lý                  |
| Châu Á                         | Châu Á          | Châu Á                  |
| ------------------------------ | --------------- | ----------------------- |
| Benjamin Williams              | Matthew Cream   | Paul Cetrangolo         |
| Châu Phi                       |                 |                         |
| Noumandiez Doué                | Songuifolo Yéo  | Jean-Claude Birumushahu |
| Khu vực Bắc Trung Mỹ và Caribê |                 |                         |
| Walter López                   | Leonel Leal     | Gerson López            |
| Nam Mỹ                         |                 |                         |
| Enrique Osses†                 | Carlos Astroza† | Sergio Román†           |
| Châu Đại Dương                 |                 |                         |
| Norbert Hauata                 | Tevita Makasini | Paul Ahupu              |
| Châu Âu                        |                 |                         |
| Pedro Proença                  | Bertino Miranda | Tiago Trigo             |

† Thay cho ba Colombia Wilmar Roldán, Eduardo Díaz và Alexander Guzmán.

## Địa điểm
Địa điểm thi đấu FIFA Club World Cup 2014 diễn ra tại Rabat và Marrakesh.
| Rabat                                          | RabatMarrakech | Marrakech                                   |
| ---------------------------------------------- | -------------- | ------------------------------------------- |
| Sân vận động Hoàng tử Moulay Abdellah          | RabatMarrakech | Sân vận động Marrakech                      |
| 33°57′35,55″B 6°53′20,81″T / 33,95°B 6,88333°T | RabatMarrakech | 31°42′24″B 7°58′50″T / 31,70667°B 7,98056°T |
| Sức chứa: 52.000                               | RabatMarrakech | Sức chứa: 45.240                            |
|                                                | RabatMarrakech |                                             |

## Kết quả giải đấu

### Bảng kết quả
|  | Play-off                 | Play-off                 |                         |           | Tứ kết              | Tứ kết              |               |               | Bán kết | Bán kết |  |  | Chung kết               | Chung kết               |
|  | 10 tháng 12 – Rabat      |                          |                         |           |                     |                     |               |               |         |         |  |  |                         |                         |
|  | Moghreb Tétouan          | 0 (3)                    |                         |           | 13 tháng 12 – Rabat | 13 tháng 12 – Rabat |               |               |         |         |  |  |                         |                         |
|  | Moghreb Tétouan          | 0 (3)                    |                         |           | 13 tháng 12 – Rabat | 13 tháng 12 – Rabat |               |               |         |         |  |  |                         |                         |
|  | Auckland City (ll.)      | 0 (4)                    |                         |           | Auckland City       | 1                   |               |               |         |         |  |  |                         |                         |
|  | Auckland City (ll.)      | 0 (4)                    | 17 tháng 12 – Marrakech |           | Auckland City       | 1                   |               |               |         |         |  |  |                         |                         |
|  |                          |                          |                         |           | ES Sétif            | 0                   |               |               |         |         |  |  |                         |                         |
|  | Auckland City            | 1                        |                         |           | ES Sétif            | 0                   |               |               |         |         |  |  |                         |                         |
|  | Auckland City            | 1                        |                         |           |                     |                     |               |               |         |         |  |  |                         |                         |
|  |                          |                          | San Lorenzo             | 2 (hp.)   |                     |                     |               |               |         |         |  |  |                         |                         |
|  |                          |                          | San Lorenzo             | 2 (hp.)   |                     |                     |               |               |         |         |  |  |                         |                         |
|  |                          |                          | 20 tháng 12 – Marrakech |           |                     |                     |               |               |         |         |  |  |                         |                         |
|  |                          |                          |                         |           |                     |                     |               |               |         |         |  |  |                         |                         |
|  | San Lorenzo              | 0                        |                         |           |                     |                     |               |               |         |         |  |  |                         |                         |
|  | San Lorenzo              | 0                        | 13 tháng 12 – Rabat     |           |                     |                     |               |               |         |         |  |  |                         |                         |
|  |                          | Real Madrid              | 2                       |           |                     |                     |               |               |         |         |  |  |                         |                         |
|  |                          |                          | 2                       | Cruz Azul | 3 (hp.)             |                     |               |               |         |         |  |  |                         |                         |
|  | 16 tháng 12 – Rabat      |                          |                         | Cruz Azul | 3 (hp.)             |                     |               |               |         |         |  |  |                         |                         |
|  |                          | Western Sydney Wanderers | 1                       |           |                     |                     |               |               |         |         |  |  |                         |                         |
|  | Cruz Azul                | Western Sydney Wanderers | 1                       | 0         |                     |                     |               |               |         |         |  |  |                         |                         |
|  | Cruz Azul                | Tranh hạng năm           | Tranh hạng năm          | 0         |                     |                     | Tranh hạng ba | Tranh hạng ba |         |         |  |  |                         |                         |
|  |                          | Tranh hạng năm           | Tranh hạng năm          |           | Real Madrid         | 4                   | Tranh hạng ba | Tranh hạng ba |         |         |  |  |                         |                         |
|  | ES Sétif (ll.)           | 2 (5)                    | Auckland City (ll.)     | 1 (4)     | Real Madrid         | 4                   |               |               |         |         |  |  |                         |                         |
|  | ES Sétif (ll.)           | 2 (5)                    | Auckland City (ll.)     | 1 (4)     |                     |                     |               |               |         |         |  |  |                         |                         |
|  | Western Sydney Wanderers | 2 (4)                    | Cruz Azul               | 1 (2)     |                     |                     |               |               |         |         |  |  |                         |                         |
|  | Western Sydney Wanderers | 2 (4)                    | Cruz Azul               | 1 (2)     |                     |                     |               |               |         |         |  |  |                         |                         |
|  | 17 tháng 12 – Marrakech  | 17 tháng 12 – Marrakech  |                         |           |                     |                     |               |               |         |         |  |  | 20 tháng 12 – Marrakech | 20 tháng 12 – Marrakech |

Giờ thi đấu tính theo giờ địa phương (Tây Âu) (UTC±0).

### Đấu loại
| Moghreb Tétouan                          | 0–0 (s.h.p.) | Auckland City                         |
| ---------------------------------------- | ------------ | ------------------------------------- |
|                                          | Chi tiết     |                                       |
| Loạt sút luân lưu                        |              |                                       |
| Jahouh · Krouch · Fall · Naïm · Khallati | 3–4          | Payne · Irving · White · Bilen · Issa |

### Tứ kết
| ES Sétif | 0–1      | Auckland City |
| -------- | -------- | ------------- |
|          | Chi tiết | Irving 52'    |

| Cruz Azul                                       | 3–1 (s.h.p.) | Western Sydney Wanderers |
| ----------------------------------------------- | ------------ | ------------------------ |
| Torrado 89' (ph.đ.), 118' (ph.đ.) · Pavone 108' | Chi tiết     | La Rocca 65'             |

### Bán kết
| Cruz Azul | 0–4      | Real Madrid                                   |
| --------- | -------- | --------------------------------------------- |
|           | Chi tiết | Ramos 15' · Benzema 36' · Bale 50' · Isco 72' |

| San Lorenzo                  | 2–1 (s.h.p.) | Auckland City |
| ---------------------------- | ------------ | ------------- |
| Barrientos 45+2' · Matos 93' | Chi tiết     | Berlanga 67'  |

### Tranh hạng năm
| ES Sétif                                                                      | 2–2      | Western Sydney Wanderers                                                |
| ----------------------------------------------------------------------------- | -------- | ----------------------------------------------------------------------- |
| Mullen 50' (l.n.) · Ziaya 57'                                                 | Chi tiết | Castelen 5' · Saba 89'                                                  |
| Loạt sút luân lưu                                                             |          |                                                                         |
| Djahnit · Gasmi · Belameiri · Ziaya · Mellouli · Arroussi · Megateli · Zerara | 5–4      | Saba · Haliti · Trifiro · Juric · Bouzanis · Mullen · Fofanah · Adeleke |

### Tranh hạng ba
| Cruz Azul                               | 1–1      | Auckland City                             |
| --------------------------------------- | -------- | ----------------------------------------- |
| Rojas 57'                               | Chi tiết | De Vries 45+2'                            |
| Loạt sút luân lưu                       |          |                                           |
| Giménez · Formica · Rodríguez · Valadéz | 2–4      | Payne · Irving · White · Pritchett · Issa |

### Chung kết
| Real Madrid          | 2–0      | San Lorenzo |
| -------------------- | -------- | ----------- |
| Ramos 37' · Bale 51' | Chi tiết |             |

| Vô địch FIFA Club World Cup 2014 Real Madrid Lần thứ nhất |

## Cầu thủ ghi bàn
| 2 bàn - Gareth Bale (Real Madrid) - Sergio Ramos (Real Madrid) - Gerardo Torrado (Cruz Azul) 1 bàn - Ángel Berlanga (Auckland City) - Ryan De Vries (Auckland City) - John Irving (Auckland City) - Mariano Pavone (Cruz Azul) - Joao Rojas (Cruz Azul) - Karim Benzema (Real Madrid) | 1 bàn (tiếp) - Isco (Real Madrid) - Pablo Barrientos (San Lorenzo) - Mauro Matos (San Lorenzo) - Abdelmalek Ziaya (ES Sétif) - Romeo Castelen (Western Sydney Wanderers) - Iacopo La Rocca (Western Sydney Wanderers) - Vitor Saba (Western Sydney Wanderers) Ghi bàn vào lưới nhà - Daniel Mullen (Western Sydney Wanderers; trong trận gặp ES Sétif) |

## Tổng kết

### Thứ hạng chung cuộc
| # | Đội                      | Nước        | Liên đoàn |
| - | ------------------------ | ----------- | --------- |
| 1 | Real Madrid              | Tây Ban Nha | UEFA      |
| 2 | San Lorenzo              | Argentina   | CONMEBOL  |
| 3 | Auckland City            | New Zealand | OFC       |
| 4 | Cruz Azul                | México      | CONCACAF  |
| 5 | ES Sétif                 | Algérie     | CAF       |
| 6 | Western Sydney Wanderers | Úc          | AFC       |
| 7 | Moghreb Tétouan          | Maroc       | CAF       |

## Giải thưởng
| Quả bóng vàng            | Quả bóng bạc                  | Quả bóng đồng               |
| ------------------------ | ----------------------------- | --------------------------- |
| Sergio Ramos Real Madrid | Cristiano Ronaldo Real Madrid | Ivan Vicelich Auckland City |

| Fair play | Real Madrid |